# Edwin Flack
Edwin Harold "Teddy" Flack (5. listopadu 1873 Islington East, Londýn – 10. ledna 1935 Berwick, Victoria) byl australský atlet a tenista. Stal se prvním australským olympionikem a zároveň prvním olympijským vítězem na olympijských hrách v roce 1896 v Athénách, a to v běhu na 800 metrů a běhu na 1500 metrů.

## Životopis
Narodil se v Londýně a ve věku pěti let se s rodinou přestěhoval do Austrálie, kde žili v Berwicku, stát Victoria. Brzy poté, co v roce 1892 opustil Melbourne Church of England Grammar School, kde studoval řeckou historii, se stal šampiónem Nového Jižního Walesu a Viktorie v běhu na jednu míli. Soutěžil za Old Melburnians Athletics Club, jehož klubové triko nosil i během olympiády. Po dokončení studií pracoval v otcově účetní firmě Davey, Flack & Co. Ve věku 21 byl vyslán do Londýna, kde získal další vzdělání jako účetní u firmy Price Waterhouse (nyní PricewaterhouseCoopers). A jako horlivý australský atlet vstoupil do London Athletic Club a byl odhodlán účastnit se během svého pobytu v Evropě olympiády v Athénách.

## Olympijské hry 1896
Do Athén dorazil po šesti nepohodlných dnech jízdy vlakem a lodí, během cesty byl sužován mořskou nemocí. Při zahajovacím dni her vyhrál svůj první závod, ve kterém byl favoritem, a to rozběh běhu na 800 metrů v čase 2:10.0. Na druhý den nastoupil v běhu na 1500 metrů proti favoritovi, americkému běžci Arturovi Blakeovi. Osm závodníků běželo rovnou finále. V prvním kole se drželi všichni pohromadě, poté však odpadli všichni čtyři řečtí závodníci. Po druhém kole vedl Blake, kterého ve třetím kole na čele vystřídal Albin Lermusiaux z Francie. Toho na počátku posledního kole předběhli Blake i Flack, který v závěru přidal a zvítězil s náskokem více než pět metrů. Čtvrtý den her (9. dubna) získal svou druhou medaili v řadě ve finále běhu na 800 metrů, kde zůstali pouze tři závodníci poté, co nenastoupil Lermusiaux, šetřící se na maraton, v čase 2:11.0. Jen o den později to zkouší do třetice v maratonu, třebaže ještě nikdy neběžel závod delší jak 10 mil. Závod začal ve dvě hodiny odpoledne, běžce sužovalo vedro a prašné cesty, na kterých se konal. Zpočátku běžel na druhém místě za Francouzem Lermusiauxem, bronzovým medailistou v běhu na 1500 m. Po 32 kilometrech Francouz odpadl a Flack zůstal ve vedení sám. Ale jen tři kilometry, pak u něho došlo k náhlému kolapsu. Blouznil tak, že když se mu řecký divák pokusil pomoci, Flack ho srazil na zem. Byl vyloučen ze závodu a svěřen do ruk prince Nicholase.

Ačkoli nebyl známým tenistou, zúčastnil se také tenisových soutěží v dvouhře a čtyřhře. V singlu prohrál hned v prvním kole s Aristidisem Akratopoulosem z Řecka. Ve čtyřhře hrál společně se svým anglickým přítelem Georgem Stuartem Robertsonem. Po hladkém vítězství v prvním kole postoupili do semifinále, kde prohráli s párem Dionysios Kasdaglis (Egypt) a Demetrios Petrokokkinos (Řecko). Umístili se tak na třetím místě, ale na olympiádě 1896 se medaile za třetí místa neudělovala. Flack byl na hrách populárním účastníkem a byl obvykle uváděn jako "lev Athén".

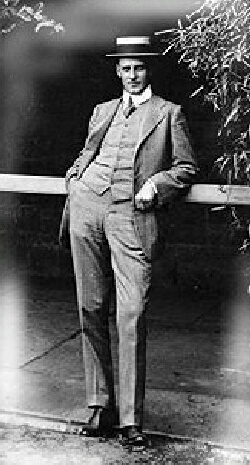
Edwin Flack během her v Athénách

## Pozdější život
Po návratu do Austrálie v roce 1898 nastoupil zpět do rodinné účetní firmy v Melbourne a zakoupil nemovitosti blízko Berwicku, stát Viktoria, kde zůstával o víkendech a choval fríský skot. Za Austrálii nikdy znovu nesoutěžil, ale stal se členem australskému olympijskému výboru (AOC) a byl zástupcem Austrálie na prvním kongresu Mezinárodního olympijského výboru. Zemřel v roce 1935 po operaci v soukromé nemocnici a jeho popel je umístěn na hřbitově v Berwicku. Připomíná jej bronzová socha ve středovém pásu ulice Higt St. v Berwicku, která byla odhalena v roce 1998 bývalým významným běžcem a pozdějším guvernérem státu Viktora Johnem Landym. Bývalý Berwick Recreational Reserve byl přejmenován v roce 1996 na Edwin Flack Reserve na počest prvního olympijského hrdiny a medailisty. Areál zahrnuje několik sportovišť včetně atletické dráhy, hřiště na australský fotbal, kurty na netball a fotbalové hřiště. Na počest bývalého studenta pojmenovala Melbourne Grammar School's  sportovní komplex v přístavu na Edwin Flack Park.
Byl připomenut i na 45 centové australské poštovní známce v roce 1996, při 100. výročí první moderní olympiády. AOC pojmenoval jednu z ulic vedle Stadium Australia v Homebush (Sydney), kde se konaly letní olympijské hry v roce 2000, na Edwin Flack Avenue.